# Burlăceni
Burlăceni è un comune della Moldavia situato nel distretto di Cahul di 2.383 abitanti al censimento del 2004.

## Località
Il comune è formato dall'insieme delle seguenti località: (popolazione 2004)
- Burlăceni (2.248 abitanti)
- Greceni (135 abitanti)